# Літо, коли помер Хікару
Літо, коли помер Хікару (яп. 光が死んだ夏, Хікару ґа Шінда Нацу, англ. The Summer Hikaru Died) — японська манґа, написана та проілюстрована Мокумокурен. У серпні 2021 почала публікуватися на сайті Young Ace Up видавничої компанії Kadokawa Shoten. Станом на грудень 2024 року окремі розділи серії були зібрані у шість томів. Задум манґи прийшов до Мокумокурен під час підготовки до іспитів, який згодом реалізувався публікаціями малюнків у Твіттер. Через певний час редакційний відділ Young Ace Up помітив ці дописи та звернувся до Мокумокурена з пропозицією серіалізувати манґу через сайт їхнього видавництва. Прем'єра аніме-адаптації від студії CygamesPictures відбулась у липні 2025 року.
Після видання першого тому, серія стала надзвичайним комерційним та критичним успіхом: перший том розійшовся обсягом у 200 тисяч примірників за три місяці та отримав визнання критиків за історію, художнє оформлення та персонажів.

## Сюжет
Йошікі та Хікару — двоє підлітків, що живуть у сільській місцевості Японії. Хоча хлопці мають протилежні характери та різні захоплення, вони тісно дружать, а також плекають потенційні романтичні почуття один до одного. Однак одного зимового дня Хікару наодинці йде у гори, де отримує смертельну травму. Перш ніж Хікару помирає, на нього натрапляє таємнича жахлива істота, яка поглинає його, оселяючись в його фізичній оболонці. У цього «Хікару» збереглися всі почуття та спогади оригіналу, проте Йошікі доволі швидко помічає, що місце його друга зайняло «щось інше». Навіть дізнавшись про це, Йошікі все ще хоче бути поруч з «Хікару», проте чужоземна природа останнього, а також інші надприродні істоти та мисливці за ними можуть стати на заваді їхнім планам.

## Персонажі
- Хікару (яп. ヒカル)

Сейю: Йотаро̄ Неґіші (вомік (озвучена манґа), промо-ролик 1), Хіро Шімоно (промо-ролик 2), KENN (промо-ролик 3), Джюн'я Енокі (промо-ролик 4), Шуїчіро Умеда (аніме)
- Йошікі (яп. よしき))

Сейю: Томохіро Ōно (вомік, промо-ролик 1), Йошіцуґу Мацуока (промо-ролик 2), Томоакі Маено (промо-ролик 3), Ко̄кі Учіяма (промо-ролик 4), Чіакі Кобаяші (аніме)

## Виробництво
Мокумокурен вперше задумав/ла цю серію під час підготовки до вступних іспитів у середню школу. Після закінчення навчання, Мокумокурен почав/ла публікувати малюнки у Твіттер у вільний час у січні 2021. Пізніше ці дописи помітив редакційний відділ Young Ace Up і звернувся до Мокумокурен з пропозицією серіалізувати манґу, на яку вони отримали ствердну відповідь. Мокумокурен є шанувальником екшн-манґи від Weekly Shonen Jump та Weekly Young Jump, зокрема Tokyo Ghoul.
Під час написання історії Мокумокурен намагається звести елемент жаху до мінімуму, намагаючись звертатися до людських емоцій, а не бути лише страхітливою історією. Мокумокурен також вважає, що власне тема історії долучається до жаху, спираючись на ефект підвісного мосту, згідно якого легше закохатися в людину, коли відчуваєш тривогу або страх. До інших особливостей своєї роботи Мокумокурен додає те, що намагається використовувати рідко вживані ономатопеї, але водночас зберігає обережність, аби переконатися, що вони належним чином працюють у контексті історії.
Мокумокурен спочатку представив/ла манґу «Літо, коли помер Хікару» в 2021 як BL-історію. Але пізніше він/вона описав/ла  манґу у себе на сторінці "Bluesky" як "молодіжні жахи" з "квір-тематикою".

## Медіа

### Манґа
Серія, написана та проілюстрована Мокумокурен, почала видаватися на сайті Young Ace Up, який належить видавництву Kadokawa Shoten, 31 серпня у 2021 році. Станом на грудень 2024 року окремі розділи серії були зібрані у 6 томів.
У вересні 2022 року, Yen Press оголосили, що вони отримали ліцензію на публікацію серії англійською мовою.
Восени 2024 року Nasha idea анонсували вихід серії українською мовою та розпочали передпродаж першого тому.

#### Список томів
| № | Японською      | Японською              | Українською      | Українською            |
| № | Дата виходу    | ISBN                   | Дата виходу      | ISBN                   |
| - | -------------- | ---------------------- | ---------------- | ---------------------- |
| 1 | 4 березня 2022 | ISBN 978-4-04-112273-0 | 3 вересня 2024   | ISBN 978-617-8396-56-5 |
| 2 | 4 жовтня 2022  | ISBN 978-4-04-112960-9 | 5 листопада 2024 | ISBN 978-617-8396-65-7 |
| 3 | 2 червня 2023  | ISBN 978-4-04-113700-0 | 6 червня 2025    | ISBN 978-617-8396-67-1 |
| 4 | 4 грудня 2023  | ISBN 978-4-04-114339-1 | —                | —                      |
| 5 | 4 червня 2024  | ISBN 978-4-04-114997-3 | —                | —                      |
| 6 | 4 грудня 2024  | ISBN 978-4-04-115608-7 | —                | —                      |

### Роман
Новелізація серії манґи, написана Міо Нукаґа, була опублікована видавництвом Kadokawa Shoten 4 грудня 2023 року.

### Аніме
Аніме-адаптацію було анонсовано 24 травня 2024 року. Пізніше з'ясувалося, що це буде телевізійний серіал виробництва CygamesPictures, режисером і сценаристом якого є Рьохей Такешіта, дизайном персонажів і головним режисером анімації займається Юїчі Такахаші, а анімацію «Дородоро» створює Масанобу Хіраока. Прем'єра відбулась на телеканалі Nippon TV 6 липня 2025 року. Netflix транслюватиме серіал по всьому світу, а Abema транслюватиме його в Японії безкоштовно.

## Сприйняття
У Next Manga Award 2022 року Hikaru ga Shinda Natsu посіла 11 місце у категорії веб-манґи. Вона також стала найпопулярнішим вибором серед китайських учасників голосування. Серія очолила список найкращої манґи для чоловіків у виданні Takarajimasha's Kono Manga ga Sugoi! за 2023 рік. Окрім того, вона також була номінована на 16-ту премію Manga Taishō. Серія посіла п'яте місце списку коміксів, рекомендованих працівниками Nationwide Bookstore. Перший том отримав втричі більше замовлень, ніж було доступних примірників у першому тиражі. Перший том перевидавався шість разів протягом трьох місяців, маючи в обігу понад 200 тисяч примірників.
Чанмей з Real Sound похвалила історію та персонажів за їхню емоційність. До того ж, вона високо оцінила художнє оформлення, вважаючи, що воно гарно доповнює історію. Тенсако Міура з журналу An An похвалила історію, головних героїв і художнє оформлення, позитивно відзначивши використання відтінків чорного у роботі.